# Halichoeres zulu
Halichoeres zulu Randall & King, 2010 è un pesce di acqua salata appartenente alla famiglia Labridae.

## Distribuzione e habitat
Proviene dalle barriere coralline dell'est dell'oceano Indiano, in particolare dal Sudafrica. È una specie tipica delle zone costiere, che non si spinge mai in profondità; di solito rimane infatti nei primi 2 metri sotto la superficie. Predilige le zone con fondali rocciosi.

## Descrizione
Presenta un corpo allungato, di altezza media, leggermente compresso ai lati e con la testa dal profilo appuntito. La lunghezza massima registrata è di 13.5 cm per i maschi e 7,9 cm per le femmine.
È molto somigliante a un'altra specie del suo genere, Halichoeres nebulosus, con la quale viene spesso confuso. A causa di questa somiglianza H. zulu veniva in passato classificato come H. nebulosus. Somiglia abbastanza anche a Halichoeres margaritaceus.
La livrea varia abbastanza tra esemplari maschili e femminili: i primi sono verdi a macchie irregolari marroni-rossastre, talvolta rosate e più intense e regolari sulla testa; il ventre è giallo, soprattutto nei dintorni della pinna anale, bassa, lunga e degli stessi colori del corpo. Le femmine, invece, sono rosa a macchie bianche; le pinne sono striate di nero e sulla pinna dorsale è presente una macchia nera. La pinna caudale ha il margine arrotondato.

## Biologia

### Comportamento
È una specie particolarmente timida.

### Riproduzione
È oviparo e la fecondazione è esterna. Non ci sono cure nei confronti delle uova.